# Izvin, Timiș
Izvin este un sat ce aparține orașului Recaș din județul Timiș, Banat, România.

## Așezare geografică
Izvinul se situează la limita inferioară a dealurilor, la o altitudine de aproximativ 98 m, și la nord de râul Bega, la o distanță de circa 2 km de acesta; distanța până la Timișoara este de 18 km.

## Istoric
Primele informații cunoscute privind existența acestei localități se leagă de atestarea bisericii, și anume în consemnarea de zeciuială a protopopiatului catolic Timișoara, unde apare sub denumirea de Evsen, și în care se arată că preotul Nicolae din Evsen a plătit în anul 1333 suma de 27 banali.
Parohia atestată sub formele Evsen, Ewzin a făcut parte din arhidiaconatul de Timiș, decanatul de Timiș și Bârzava, doar în anul 1355 fiind consemnată între parohiile din arhidiaconatul de Sebeș.
În 1359 comuna Recaș este colonizată cu nobili români cu numele de Stan, Neagu Vlaicu, Nicola și Vlad, care în 1361 stau în proces cu marele proprietar din Izvin Posa Balazs pentru oarecare pământuri, pe care ar fi vrut să le ocupe.
Până la dominația turcească marii proprietari unguri dețin pămînturile Izvinului: familia Zeghary (1443), Esaky, Bendek și Bennesk, apoi familia Csornay, urmașii Carpaților din Recaș.
Pe hărțile timpurilor, până în anul 1937, Izvinul aparea sub denumirea de Ósyeny.
În anul 1552 Banatul cade sub stăpânire otomană. Populația Izvinului nu se pleacă turcilor; invaziile otomane subjugă populația, distrug bunuri materiale și ocupă teritorii, înrobind populația. Primarul Izvinului se refugiază în Cetatea Timișoarei (cu banii comunei), împreună cu primarul Bazoșului, îndemnând la aceeași faptă și pe primarul Girocului.
În anul 1552, după căderea cetății Timișoarei, pașa Casîm, restabilește fortificațiile cetății, cu locuitori prinși în satele românești și duși cu forța, printre care și izvinenți. Locuitorii satelor se refugiau prin păduri și pe țărmul apelor, unde se ocupau cu creșterea vitelor, vânatul și pescuitul. Din cetatea Timișoarei cete înarmate dădeau lovituri în satele din jurul cetății, luând oamenilor tot ce era mai de preț.
După eliberarea Banatului de către austrieci, în timpuri mai liniștite, în timpul guvernării contelui Mercy (1720), se spune, după o tradiție a socatilor din Recaș, că exista Recașul iliric și cel valahic, (Vlasnița de lângă gara Recaș (1716) de unde se pare că locuitorii au fost siliti (probabil din cauza inundațiilor) să caute locuri mai ridicate. Pe hărțile contelui Mercy (1723-1725), Izvinul apare din nou ca sat populat, Recașul valahic nu mai apare, ața că se presupune că o parte din locuitorii acestuia au populat din nou Izvinul, abandonat în epoca otomană, iar o altă parte au fost identificați în comuna Saravale, unde există o stradă numită a izvinenților și unde locuitorii își aduc aminte că bunicii lor le-au spus că ei sunt veniți din Izvin, fie în 1657 de groaza turcilor, fie la mutarea din Vlasnița în 1720 din cauza inundațiilor. Se pare că o parte au plecat în 1657, iar exodul a urmat în 1720.
Sub Impărăteasa Maria-Terezia (1770), populația Izvinului se ocupa și cu vieritul.Dealurile din partea nordica a satului sunt plantate cu vita de vie;culesul se facea numai prin ordin suprem,in ziua de Sfintul Mihail,care corespunde cu ziua Cuvioasei Paraschiva.
Pe harta lui Griselinii din 1780 Izvinul apare din nou ca si sat populat.
Intre anii 1840-1843 atit la Izvin cit si in Ianova(localitate in partea nordica a Izvinului),a bintuit pesta,care a făcut multe victime.
Revolutia din 1848 atinge si Izvinul,astfel ca in 29.10.1848,imperialii,prind pe notarul din Izvin,cu numele de Wedlinghen;totodata iau locuitorii satului,pe care-i obliga sa indeplineasca munci de robota la ridicarea intariturilor si saparea santurilor cetatii Timisoara,mai precis in Mehala.
Incepind cu primavara anului 1849,izvinenti,recheseni si remeteni,in numar de 2000 de oameni,au prestat lucrari de robota in tabara generalului Weesey,din Padurea Verde,care a tinut Timisoara sub asediu pina la 9 august 1849,cind infrint se retrage spre Lugoj.O fractiune din trupele acestuia petrec noaptea de 10 august pe dimpul Copaci,in partea nord-vestica a satului,iar in dimineata urmatoare acest corp de armata se uneste cu grosul trupelor,care se retrageau pe marginea riului Bega,spre Lugoj.
In anul 1866 locuitorii din Izvin participa la constructia drumului de tara Timisoara-Orsova.Tot in acest an Dr.Feldeser face prima vaccinare impotriva varsatului,ajutat fiind de notar si de primar;locuitorii satului se revolta impotriva aceste vaccinari,si se recurge la interventia armatei pentru inabusirea revoltei.

## Legături externe

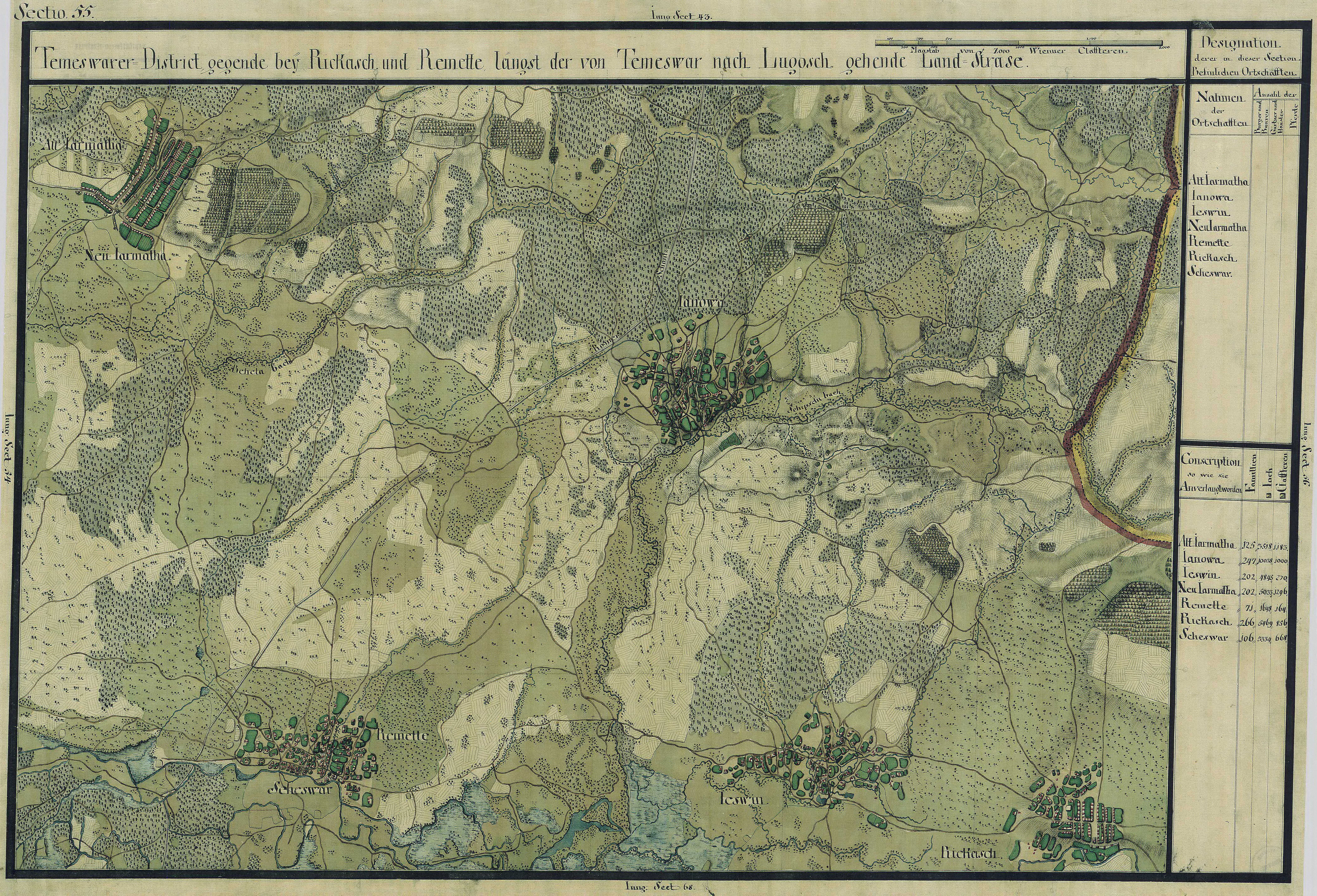
Izvin în Harta Iosefină a Banatului, 1769-72